# Polyommatus apicatasupracaerulea
Polyommatus apicatasupracaerulea är en fjärilsart som beskrevs av Tutt 1910. Polyommatus apicatasupracaerulea ingår i släktet Polyommatus och familjen juvelvingar. Inga underarter finns listade i Catalogue of Life.